# 西大寺大橋
西大寺大橋（さいだいじおおはし）は、岡山県岡山市東区の吉井川上にある岡山県道397号寒河本庄岡山線（岡山ブルーライン）の橋。総延長509m、幅員9m。岡山市東区金岡東町（右岸）と岡山市東区西大寺新（左岸）を結ぶ。1974年（昭和49年）完成。橋上からは西大寺の街が一望できる。

## 周辺
- 天満屋ハピータウン西大寺店
- ACOOP西大寺店
- ハローズ西大寺店
- 中国電力岡山東営業所
- 中電工西大寺営業所
- 日本エクスラン工業西大寺工場
- 国道2号
- 岡山県道28号岡山牛窓線
- 岡山県道177号九蟠中野線